# Sainte-Eulalie (Aude)
Sainte-Eulalie – miejscowość i gmina we Francji, w regionie Oksytania, w departamencie Aude.
Według danych na rok 1990 gminę zamieszkiwały 342 osoby, a gęstość zaludnienia wynosiła 53 osoby/km² (wśród 1545 gmin Langwedocji-Roussillon Sainte-Eulalie plasuje się na 599. miejscu pod względem liczby ludności, natomiast pod względem powierzchni na miejscu 936.).